# I Turn to You
Az I Turn to You Melanie C brit énekesnő negyedik kislemeze első, Northern Star című szólóalbumáról. 2000. augusztus 7-én jelent meg az Egyesült Királyságban (korábban az USA-ban is kiadták), és Melanie második listavezető dala lett a brit slágerlistán (az előző kislemez, a Never Be the Same Again volt az első). A megjelenést követő héten 120 000, összesen 360 477 példányban kelt el, ezzel 2000-ben a 27. legtöbb példányban elkelt kislemez. Az amerikai Billboard Hot Dance Club Play slágerlistát szintén vezette a 2000. november 11-ével kezdődő héten. A Hex Hector Radio Mixért Hex Hector 2000-ben Grammy-díjat nyert az év remixere kategóriában.

## A dalról
Az I Turn to You volt a tizedik brit listavezető dal, amit Melanie írt, ezzel elérte korábbi együttesbeli társa, Geri Halliwell rekordját. Miután a Spice Girls utolsó brit listavezető száma, a Holler nem sokkal később elérte az első helyet, Melanie lett az egyetlen női dalszerző, aki tizenegy brit listavezető dal szerzője vagy társszerzője volt. Ezt a rekordot később Madonna is elérte a Hung Uppal 2005-ben, majd meg is döntötte, a Sorryval 2006-ban. Melanie lett az egyetlen brit énekesnő, aki kvintett, kvartett és duó tagjaként, majd szólóénekesként is listavezető dalt adott elő.
A dal szerepelt a Bend It Like Beckham című filmben. Ezután feldolgozta a Machinae Supremacy metalegyüttes Webography című albumán, majd a Wig Wam rockegyüttes is 2004-ben megjelent 667...The Neighbour of the Beast című albumán.
A dal hallható volt a Spice Girls Reunion turnén is.

## Videóklip
A dal videóklipjét Ibiza szigetén forgatták 2000 júniusában, Melanie szőke frizurát visel és az Es Paradis nightclubban táncol, más jelenetekben egy sziklán fekszik a kéklő víz mellett; a klip végén emberek sétálnak a szikla tetején a naplementében. A rendező Cameron Casey.

## Dallista
CD kislemez (Európa)
1. I Turn to You (Hex Hector Radio Mix) – 4:11
2. I Turn to You (Stonebridge Club Mix) – 8:30

CD maxi kislemez (Egyesült Királyság, Tajvan)
1. I Turn to You (Damian LeGassick Radio Mix) – 3:50
2. I Turn to You (Stonebridge Club Mix) – 8:30
3. Be the One (Live at MTV) – 3:21

CD maxi kislemez (Egyesült Királyság, Dél-Afrika, Tajvan)
1. I Turn to You (Hex Hector Radio Mix) – 4:13
2. I Turn to You (Stonebridge R&B Radio Mix) – 3:37
3. Never Be the Same Again (Live at MTV) – 4:00
4. I Turn to You (videóklip)

CD maxi kislemez (USA)
1. I Turn to You (Hex Hector Radio Mix) – 4:13
2. I Turn to You (Stonebridge R&B Radio Mix) – 3:37
3. I Turn to You (Hex Hector Club Mix) – 9:21
4. I Turn to You (Stonebridge Club Mix) – 8:30

CD maxi kislemez (Ausztrália)
1. I Turn to You (Hex Hector Radio Mix) – 4:11
2. I Turn to You (Stonebridge Club Mix) – 8:30
3. Never Be the Same Again (Recorded Live at MTV) – 4:00
4. I Turn to You (Hex Hector Club Mix) – 10:29
5. I Turn to You (Tilt's Maverick Remix) – 10:13
6. I Turn to You (videóklip)

12" kislemez (Egyesült Királyság)
1. I Turn to You (Tilt's Maverick Mix) – 10:13
2. I Turn to You (Tilt's Maverick Dub) – 10:13

12" kislemez (Egyesült Királyság)
1. I Turn to You (Stonebridge Club Mix) – 8:30
2. I Turn to You (Hex Hector Club Mix) – 10:29
3. I Turn to You (Stonebridge F.F.F Dub) – 6:48
4. I Turn to You (Hex Hector Ground Control Dub) – 9:43

12" kislemez (USA)
1. I Turn to You (Hex Hector Club Mix) – 10:29
2. I Turn to You (Hex Hector Radio Mix) – 4:11
3. I Turn to You (Stonebridge Club Mix) – 8:30

Kazetta (Egyesült Királyság)
1. I Turn to You (Hex Hector Radio Mix) – 4:11
2. Never Be the Same Again (Recorded Live at MTV) – 4:00
3. Be the One (Recorded Live at MTV) – 3:21

## Hivatalos változatok, remixek
- I Turn to You (Sampler Version)* – 6:01
- I Turn to You (Album Version) – 5:49
- I Turn to You (Album Edit)** – 4:09
- I Turn to You (Damian LeGassick Radio Mix) – 3:50
- I Turn to You (Hex Hector Club Mix) – 10:29
- I Turn to You (Hex Hector Ground Control Dub) – 9:43
- I Turn to You (Hex Hector Main Club Mix Instrumental)** – 10:29
- I Turn to You (Hex Hector Radio Mix) – 4:13
- I Turn to You (Hex Hector Radio Mix #2) – 4:14
- I Turn to You (Hex Hector The Ambiance)** – 5:13
- I Turn to You (Hex Hector The Echopella)** – 4:49
- I Turn to You (Stonebridge Club Mix Instrumental)** – 8:30
- I Turn to You (Stonebridge Club Mix Radio Edit)** – 3:54
- I Turn to You (Stonebridge Club Mix) – 8:30
- I Turn to You (Stonebridge F.F.F Dub) – 6:48
- I Turn to You (Stonebridge R&B Mix)** – 5:13
- I Turn to You (Stonebridge R&B Radio Mix) – 3:37
- I Turn to You (Tilt's Maverick Dub) – 10:13
- I Turn to You (Tilt's Maverick Remix) – 10:13

* Csak az album samplerén szerepel

** Csak promóciós kiadványokon

## Helyezések
| Slágerlista                            | Legmagasabb helyezés |
| -------------------------------------- | -------------------- |
| Ausztrál kislemezlista                 | 11                   |
| Brit kislemezlista                     | 1                    |
| Finn kislemezlista                     | 4                    |
| Görög kislemezlista                    | 1                    |
| Holland kislemezlista                  | 1                    |
| Izraeli kislemezlista                  | 1                    |
| Ír kislemezlista                       | 6                    |
| Lett kislemezlista                     | 1                    |
| Osztrák kislemezlista                  | 1                    |
| Német kislemezlista                    | 2                    |
| Norvég kislemezlista                   | 2                    |
| Svájci kislemezlista                   | 3                    |
| Svéd kislemezlista                     | 1                    |
| USA Hot Dance Club Play                | 1                    |
| USA Hot Dance Music/Maxi-Singles Sales | 6                    |

## Minősítések
| Minősítő | Ország             | Minősítés              |
| -------- | ------------------ | ---------------------- |
| BPI      | Egyesült Királyság | Ezüstlemez (200 000+)  |
| NVPI     | Hollandia          | Aranylemez (40 000+)   |
| IFPI     | Ausztria           | Aranylemez (15 000+)   |
| IFPI     | Svédország         | Platinalemez (15 000+) |
| ARIA     | Ausztrália         | Platinalemez (70 000+) |